# Santa Lucía, Copainalá
Santa Lucía är en ort i Mexiko.   Den ligger i kommunen Copainalá och delstaten Chiapas, i den sydöstra delen av landet, 700 km öster om huvudstaden Mexico City. Santa Lucía ligger 778 meter över havet och antalet invånare är 148.
Terrängen runt Santa Lucía är kuperad åt sydväst, men åt nordost är den bergig. Runt Santa Lucía är det ganska tätbefolkat, med 58 invånare per kvadratkilometer. Närmaste större samhälle är Copainalá, 5,6 km sydost om Santa Lucía. I omgivningarna runt Santa Lucía växer huvudsakligen savannskog.